# IgD

Struttura di un anticorpo IgD: in verde le catene leggere; in blu le catene pesanti.

Le immunoglobulineD (IgD) sono un tipo di anticorpi, cioè molecole coinvolte nella risposta immunitaria dell'organismo umano. Sono sintetizzate dai linfociti B.
Le IgD si ritrovano soltanto sulla superficie dei linfociti B immaturi, assieme alle IgM, la loro presenza si verifica perché in tutti i linfociti B la regione VDJ ricombinata della catena pesante può essere congiunta mediante splicing nel trascritto primario ad RNA. Hanno come unica funzione quella di attivare i linfociti B e di promuovere la loro maturazione verso lo stadio di plasmacellule quando vengono a contatto con l'antigene per il quale sono specifiche. Non si ritrovano IgD libere nel plasma (se non in tracce).

## Struttura
Le IgD sono composte, come tutte le immunoglobuline, di una coppia di catene leggere (L) e una di catene pesanti (H). Le catene leggere sono uguali in tutte le immunoglobuline, e contengono ognuna due domini Ig, uno variabile (VL) e uno costante (CL); le catene pesanti sono invece di tipo δ, peculiari di questo tipo di immunoglobuline, e contengono ognuna un dominio Ig variabile (VH o Vδ) e tre domini costanti (CH1/2/3 o Cδ1/2/3).
La porzione C-terminale delle catene pesanti è composta da una sequenza di 26 amminoacidi idrofobi, che si inseriscono saldamente nel doppio strato fosfolipidico della membrana plasmatica del linfocita B immaturo: in tal modo, l'immunoglobulina D può restare ancorata alla superficie del linfocita.

## Funzione

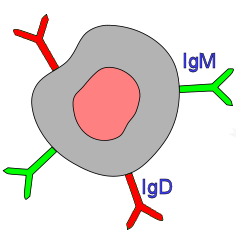
Linfocita B vergine con i suoi due tipi di recettori di membrana.

La funzione delle IgD è stata un enigma nell'immunologia sin dalla sua scoperta nel 1964. Le IgD sono presenti nelle specie dai pesci cartilaginei all'uomo (con la possibile eccezione degli uccelli). Questo aspetto quasi onnipresente nelle specie con un sistema immunitario adattativo dimostra che le IgD possono essere antiche quanto le IgM e suggeriscono che le IgD hanno importanti funzioni immunologiche.
Nelle cellule B, la funzione di IgD è di segnalare l'attivazione . Attivando, le cellule B sono pronte a prendere parte alla difesa del corpo come parte del sistema immunitario. Durante la differenziazione ,dei linfociti B l'IgM è l'isotipo esclusivo espresso dei linfociti B immaturi. Le IgD iniziano ad essere espresse quando la cellula B esce dal midollo osseo per popolare i tessuti linfoidi periferici. Quando un linfocita B raggiunge il suo stato maturo, co-esprime sia le IgM che le IgD. Uno studio del 2016 di Übelhart e colleghi ha scoperto che la segnalazione di IgD è innescata solo da immunogeni multivalenti ripetitivi, mentre le IgM possono essere innescate da monomeri solubili o da immunogeni multivalenti.
Le IgD hanno la sola funzione di rimanere adese alla membrana plasmatica del linfocita immaturo e di permettere così la sua attivazione una volta che siano venute a contatto con l'antigene per il quale sono specifiche: pertanto, esse vengono prodotte solo in forma di membrana (al contrario di ciò che avviene con le IgM, che vengono prodotte sia in una forma monomerica di membrana sia in una forma pentamerica secretoria). Per questo motivo, nel plasma non si ritrovano che rare tracce di IgD.
Tuttavia i topi knockout per Cδ (topi che sono stati geneticamente modificati in modo da non produrre IgD) non presentano difetti intrinseci delle cellule B principali.
Le IgD non compaiono nel citoplasma dei linfociti B in maturazione, e possono essere ritrovate solo quando la cellula raggiunge lo stadio di linfocita immaturo. L'espressione sulla membrana di IgD e IgM caratterizza i linfociti B naïve (vergini). Quando il linfocita B si attiva, per il contatto con l'antigene delle sue immunoglobuline D o M di membrana, le IgD non vengono più prodotte e la plasmacellula comincia a secernere gli anticorpi che meglio si adattano al tipo di antigene riconosciuto (switch isotipico).

## Attivazione delle risposte immunitarie tramite IgD
Le risposte immunitarie adattive e innate possono essere attivate tramite IgD ancorato alla membrana che funziona come parte dei complessi del recettore dei linfociti B(BCR). o in forma secreta le IgD si legano ai monociti, mastociti o basofilo. In attacco all'attuale concetto secondo cui l'attivazione delle risposte immunitarie tramite IgD può potenzialmente esacerbare le malattie autoimmuni e l'infiammazione allergica della pelle, un primo studio condotto nel 2010 da Nguyen TG et al. ha dimostrato che i trattamenti con un anticorpo monoclonale anti-IgD possono attenuare la gravità delle collagenopatie nei modelli murini. Questo nuovo effetto terapeutico con il trattamento anti-IgD è stato successivamente confermato in un modello murino di epidermolisi bollosa acquisita e nell'ipersensibilità cronica da contatto.